# 好大一棵树

位于湖南省浏阳市中和镇胡耀邦故居里的概况胡耀邦一生的对联“心在人民，原无论大事小事；利归天下，何必争多得少得”。

《好大一棵树》是纪念前中共中央总书记胡耀邦的一首歌, 歌词原是当时中国中央电视台文艺部负责人邹友开所作的一首诗。
歌曲由张晓梅、田震、那英等歌手演唱之后一蹴而红，歌词将胡耀邦比喻成一棵树，表达了对胡耀邦的伟大人格的敬仰和对胡耀邦离世的追念。

## 歌词创作
1989年4月15日，邹友开在返回北京的火车上突然听到火车广播里播放前中共中央总书记胡耀邦病逝的消息，浮想联翩，写下了这首诗。

## 歌曲创作
据这首歌的作曲者伍嘉冀阐述，这首歌创作于1989年，应邀为1990年中央电视台春节晚会创作，曲是在词作写好的基础上谱制而成。
值得一提的是，2010年前后，网络上曾有爱好者团体声称这首歌曲的旋律与日本流行歌《大空と大地の中で》（松山千春 1977年创作）相近，而后者则后来也被发现与美国的一首爵士歌曲《One More Mountain To Climb》（Neil Sedaka 1971年左右创作）旋律相近。关于《好大一棵树》为“翻唱”、曲作者“抄袭”的说法一度在互联网获得广泛传播，却并没有任何官方严肃的资料来佐证。同时，也有网友发表观点驳斥“抄袭”一说。对此，2022年4月，伍嘉冀发表公开信，驳斥前述对于歌曲抄袭的指控，并请求中国音乐著作权协会转交日本的相关著作权协会。此后，此争议并未获得日本相关协会明确的回应，对方仅回应「了解」。这也说明尚未有官方证据坐实这首歌“抄袭”的事实，因此，这首歌官方的著作权和作曲者署名权仍归伍嘉冀所有。

## 现场演唱
- 1990年，中国中央电视台春节联欢晚会，张晓梅[5]。
- 1992年，中国中央电视台春节联欢晚会，那英。
- 2011年，中国中央电视台十集电视文艺专题片《放歌九十年》的第七集，胡月[6]。

## 延伸
由于1989年胡耀邦的逝世导致六四事件的发生，使得胡耀邦在中国国内成为政治敏感人物之一，在中国大陆高调纪念胡耀邦不被当局允许。该歌曲在部分场合也被用作歌颂教师的歌曲。
胡耀邦之女李恒曾叹息：“后来，《好大一棵树》被谱成曲子到处传唱。但是可能没有人知道，它原本是献给谁的。”
2023年10月，李克强突发心脏病逝世。《南方都市报》10月28日头版使用了“好大一棵树”的隐喻。在李克强死讯下方，安排了《古树乡情 人树相亲》的报道并使用了韶关董塘镇古树作为头版大图。